# Шостак, Анатолий Львович
Шо́стак Анатолий Львович (28 февраля 1842 — 27 августа 1914) — чиновник собственной Е. И. В. Канцелярии, Харьковский (1871—1878) и Черниговский (1878) вице-губ., Черниговский гражд. губ. (1879—1881), камергер Высоч. Д.

## Биография
Шостак Анатолий Львович (1841?-1914) — в 1862 г окончил Александровский лицей, в 1867—1868 — титулярный советник, жил в СПб, Глухов пер., д. 15, кв. 3, служил во II отделении Соб. Е.И.В. канцелярии; c 1876- камергер; в 1878-79- черниговский губернатор, статский советник, кавалер Ордена Черногорского Князя Даниила I- 2 степени, имел знак отличия, учрежденный 24.11.1866 за труды по поземельному устройству государственных крестьян, камергер; в 1884- действительный статский советник, состоял при Министерстве Внутренних Дел, кавалер ордена Персидского Льва и Солнца 2 степени, камергер;
С потомственных дворян Херсонской губернии.
Окончил Императорский Александровский лицей (1862).
С 1862 г. — на разных должностях центральных органов власти Российской империи, в 1871—1878 — харьковский вице-губернатор.
Черниговский губернатор с 31.08.1878 по 28.07.1881.
За время его губернаторства в Чернигове открылось городское ремесленное училище (1880), а в Нежине сооружен первый памятник М. В. Гоголю (1881).
15.04.1898-(Предложение Министерства Юстиции) «По Высочайшему Повелению. О дозволении тайному советнику Анатолию Шостаку ныне же присоединить к своей фамилии и гербу фамилию и герб его двоюродного (брата) дяди отставного штабс-капитана Василия Исленьева и именоваться впредь Исленьевым-Шостаком» .
В 1911- тайный советник, камергер в отставке, в 1913- Шостак, проживал на ул. Песочной, 33, ;
послужил прототипом Анатоля Курагина в романе Л. Н. Толстого «Война и мир».
1 жена Анатолия- урожд. Шидловская Наталья Вячеславовна (14.01.1851 — 24.09.1889), дочь воронежского предводителя дворянства Вячеслава Ивановича Шидловского и Веры Александровны урождённой Иславиной (3.07.1823 — 7.02.1909)(Кузьминской по 1 мужу) от 2 брака. Похоронена в Новодевичьем монастыре СПб, недалеко от матери, участок 18, могила сохранилась. 29 июля 1871 году в селе Криворожье в Свято-Успенском храме прошло венчание жителя города Харькова Надворного Советника Камер Юнкера Анатолия Львовича Шостак которому было 29 лет и дворянки дочери Коллежского Советника Натальи Вячеславовны Шидловской которой принадлежал хутор Зелёный ныне село Зелёное невесте было 20 лет. Поручителями по жениху были дворянин Всеволод Шидловский и Государственный крестьянин Алексей Фенченко (неразборчиво) по невесте Бобровский временно 2-й гильдии купец Губернский Секретарь Петр Сиверцов и Харьковский Мещанин Александр Гудзенко.
2 жена Анатолия — Исленьева-Шостак София Карловна, в 1913 проживала с мужем на ул. Песочной, 33, в 1917- вдова тайного советника, проживала в СПб, на ул. Карповка, 19, т
Внук — Исленьев-Шостак Лев Анатольевич, , закончил Императорский Александровский лицей, в 1917 — титулярный советник, жил в СПб, на ул. Бассейной, д.60, вместе с женой Татьяной Ниловной.